# Mediastino
Il mediastino (pronuncia corretta: /medjaˈstino/; pronuncia accettabile: /meˈdjastino/) è un compartimento anatomico che occupa la parte mediana del torace. Comprende strutture e organi dell'apparato circolatorio, dell'apparato respiratorio, dell'apparato digerente, del sistema linfatico e del sistema nervoso.

## Limiti anatomici
Il mediastino occupa circa un quarto del torace, ha una forma assimilabile a quella di una clessidra ed è sito medialmente ai campi polmonari. Il limite inferiore è rappresentato dal centro frenico del diaframma. Il limite superiore è rappresentato da un piano orizzontale che giace sulla faccia superiore della prima costa e passante per la prima vertebra toracica. I limiti laterali sono rappresentati dai foglietti parietali delle pleure mediastiniche (porzione mediastinica delle pleure). Il limite anteriore è la superficie interna dello sterno; a sinistra, il limite anteriore comprende anche la superficie interna delle cartilagini costali di sinistra (dalla 3ª alla 6ª costa comprese). Il limite posteriore è rappresentato dal limite posteriore del torace, ovvero dalla superficie interna delle vertebre toraciche.

### Compartimenti mediastinici
Il mediastino può essere suddiviso in compartimenti, tendenzialmente viene suddiviso in due differenti maniere: l'una usata principalmente nei paesi anglosassoni e una latina.

#### Suddivisione latina
Il mediastino viene suddiviso in 3 compartimenti: mediastino anteriore superiore, mediastino anteriore inferiore, mediastino posteriore.
Il mediastino anteriore è delimitato anteriormente dal limite anteriore del mediastino e posteriormente da una lamina che, come prolungamento della fascia cervicale media, discende al davanti della trachea e posteriormente alle grosse vene del mediastino per perdersi sulla superficie del sacco pericardico. Normalmente si indica come limite tra i due compartimenti un piano frontale passante per la biforcazione della trachea.
Tale compartimento è poi ulteriormente suddiviso in mediastino superiore e mediastino inferiore, il limite convenzionale che separa le due logge anteriori è un piano trasversale passante per l'estremità sternale delle terze coste.
Il mediastino posteriore corrisponde a quello della suddivisione anglosassone.

#### Suddivisione anglosassone
Il mediastino può essere diviso in 4 parti: mediastino superiore, mediastino anteriore, mediastino medio e mediastino posteriore.
Il mediastino anteriore è delimitato anteriormente dal limite anteriore del mediastino e posteriormente dalla superficie anteriore del foglietto parietale del pericardio e dalla superficie anteriore dei grossi vasi mediastinici.
Nel contesto del pericardio è invece contenuto il mediastino medio, la cui delimitazione può essere semplificata considerandolo compreso tra un piano verticale anteriore tangente alla superficie sterno-costale del pericardio e un piano verticale posteriore tangente alla superficie pericardica che riveste la base del cuore.
In base a queste considerazioni è possibile delimitare il mediastino posteriore, considerandolo come un compartimento anatomico compreso tra il pericardio che riveste la base del cuore e il limite posteriore del mediastino, precedentemente discusso.
Può inoltre essere distinto un mediastino superiore, considerato come un compartimento anatomico delimitato inferiormente da un piano orizzontale passante attraverso angolo Louis (articolazione tra il manubrio e il corpo dello sterno) e la quarta vertebra toracica e superiormente dal limite superiore del mediastino.

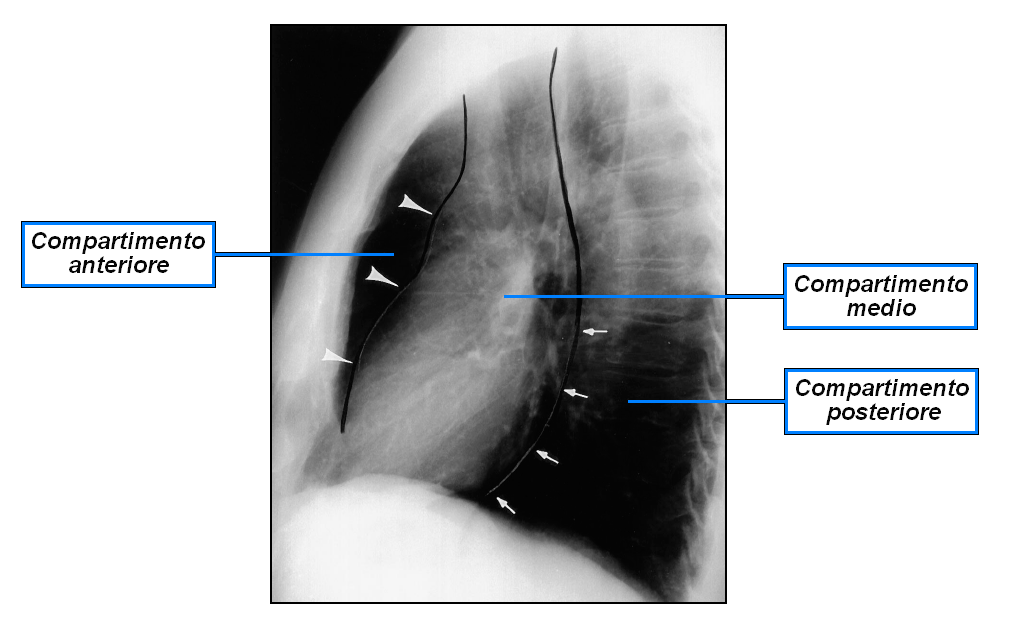
Proiezione latero-laterale in radiografia del torace. Sono ben visibili i limiti dei compartimenti mediastinici.

## Organi mediastinici
Il mediastino è occupato dal tessuto connettivo  teso tra il compartimento anatomico del collo e il diaframma. Nel contesto di questo tessuto sono presenti vari organi che possono essere divisi in base al compartimento occupato.

### Organi del mediastino anteriore
Timo, arterie toraciche interne  o mammarie interne e vene toraciche interne o mammarie interne, vasi linfatici provenienti dal fegato, linfonodi della biforcazione (o carenali),  tessuto adiposo.

### Organi del mediastino medio
Cuore, coronarie e nervi cardiaci,  pericardio, aorta ascendente e parte dell'arco aortico, vena cava superiore e arco della vena azygos, piccolissima parte della vena cava inferiore, arterie polmonari, vene polmonari, arterie bronchiali, vene bronchiali, arterie freniche superiori, nervi frenici, linfonodi, parte inferiore della biforcazione della trachea,  bronchi principali,  tessuto adiposo.

### Organi del mediastino posteriore
Aorta discendente, origine delle ultime (dall'alto al basso) arterie intercostali posteriori, vene intercostali posteriori, vena azygos e vena emiazygos, arterie esofagee medie, vene esofagee medie, esofago, dotto toracico, linfatici, linfonodi sub-aortici, retroaortici e paraesofagei, catena sinistra e destra dei gangli del sistema simpatico toracico, nervo vago di sinistra, nervo vago di destra, nervi splancnici, tessuto adiposo.

### Organi del mediastino superiore
Arco dell'aorta, arteria brachiocefalica, arteria carotide comune di sinistra, succlavia sinistra, parte superiore della vena cava superiore, vene brachiocefalica di sinistra e di destra, vena azygos, vena emiazygos, arteria intercostale suprema di sinistra e arteria intercostale suprema di destra, nervo vago di sinistra, nervo vago di destra, nervo ricorrente larigeo di sinistra, parte superiore dei nervi frenici, dei nervi cardiaci, del dotto toracico, dell'esofago, trachea, linfonodi, tessuto adiposo. 

## Valutazione radiografica
Benché il mediastino possa essere ben valutato attraverso la radiografia del torace in proiezione postero-anteriore, occorre spesso indagare la presenza di entità patologiche attraverso l'analisi della proiezione latero-laterale (si veda immagine), nella quale è possibile distinguere i limiti tra i vari compartimenti mediastinici attraverso il riferimento dato dall'ombra cardiaca. Tale metodo consente la prima valutazione della sede di un'eventuale massa mediastinica, reperto di elevato valore diagnostico.